# Malla (Herrschergeschlecht)
Die Malla waren eine vom 16. bis ins 18. Jahrhundert über das Kathmandu-Tal sowie über Teile des südlich angrenzenden fruchtbaren Schwemmlands Nepals (terai) herrschende Familie, die sich jedoch in drei Stränge aufteilte. In den Bergregionen des Landes herrschten lokale bzw. regionale Clans, deren Einfluss teilweise bis ins 20. Jahrhundert hinein unangetastet blieb.

## Geschichte
Bereits zur Zeit Buddhas gab es im Norden Indiens nordöstlich von Varanasi/Kashi ein Malla-Kleinkönigreich mit der Hauptstadt Kushinagar. Im frühen 12. Jahrhundert fügten einige Adlige Nepals ihrem Namen das Sanskrit-Wort Malla („Ringer“) hinzu, doch erst um das Jahr 1200 kam mit Ari Malla (reg. 1200–1216) einer von ihnen auf den Königsthron. Es war die Zeit des Vordringens des Islam in den Norden Indiens, die mit der Gründung des Sultanats von Delhi im Jahr 1206 ihren vorläufigen Höhepunkt erreichte. Der letzte über das gesamte Kathmandu-Tal herrschende Malla-König war Jayayakshya Malla (reg. 1428–1482). Ratnamalla, einer seiner Söhne, regierte von 1484 bis 1520 allein in Kathmandu, während ein anderer mit Namen Rayamalla in Bhadgaon die Macht innehatte. Ab der Mitte des 16. bis zur Mitte des 18. Jahrhunderts existierten die drei Königreiche Kantipur, Lalitpur und Bhaktapur nebeneinander. Ihr großer Gegenspieler im Süden war das Mogulreich, das jedoch die Grenzen Nepals weitestgehend respektierte und nach dem Tod Aurangzebs (1707) allmählich zerfiel. In den Jahren 1768/9 eroberte Prithvi Narayan Shah das Kathmandu-Tal und besiegelte mit der Gründung des Königreichs Gorkha die Periode der Malla-Herrscher. Auch die Europäer, vor allem die Briten, unternahmen zaghafte Versuche ihren Handel und ihre Kultur bzw. Religion nach Nepal auszudehnen, was ihnen jedoch nur sehr begrenzt gelang.

## Religion

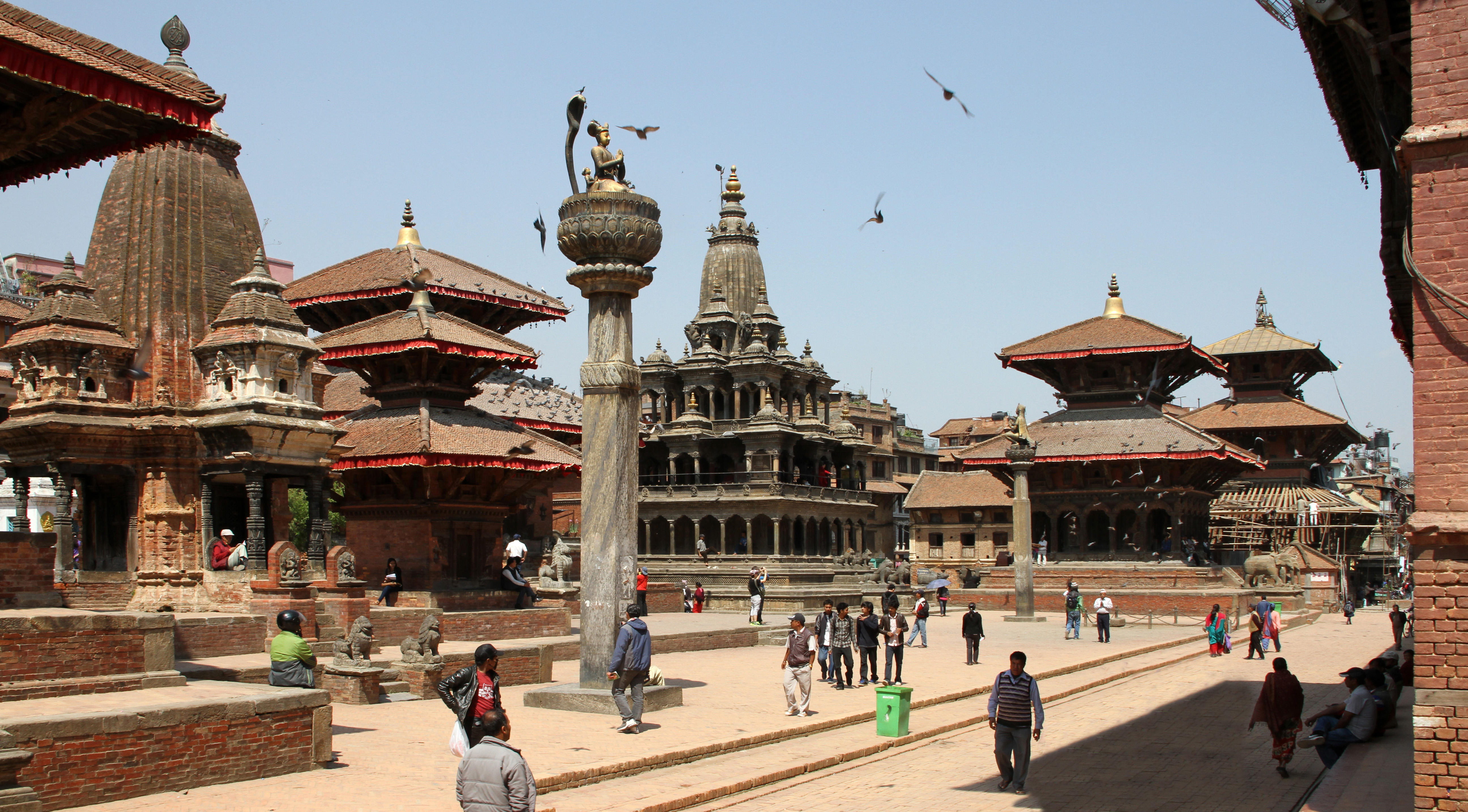
Altstadt von Lalitpur (heute Patan) mit Pfeiler für König Narendra Malla

Im Kathmandu-Tal war und ist eine Mischung aus buddhistischen und hinduistischen Kulten verbreitet. Hier stehen sowohl die uralten Swayambhunath- und Bodnath-Stupas als auch zahlreiche Shiva-und Vishnu-Tempel in nepalesischem Stil. Ohne dass größere Konflikte bekannt sind, förderten die Mallas verstärkt den Hinduismus.

## Bauten
Die Malla-Herrscher sind berühmt für ihre in großen Teilen aus Holz gebauten Tempel und Paläste. Die drei großartigen Altstadtensembles des Kathmandu-Tals gehen auf ihre Aktivitäten zurück, wobei sie auch die Selbstdarstellung auf Pfeilermonumenten nicht vergaßen.